# Décima primeira Batalha do Isonzo
A Décima primeira Batalha do rio Isonzo foi um grande combate travado entre o Reino de Itália e o Império Austro-Húngaro, apoiados pelos alemães, no contexto do fronte italiano na Primeira Guerra Mundial, entre 18 de agosto e 12 de setembro de 1917.

## Prelúdio
Ao longo do rio Isonzo (Soča), o marechal Luigi Cadorna, comandante-em-chefe do exército italiano, começou a concentrar uma enorme quantidade de tropas para tentar sobrepujar as linhas austro-húngaras. Ele tinha pelo menos 600 batalhões (ou 52 divisões) com 5 200 canhões disponíveis.

## A batalha
A ofensiva italiana foi lançada a partir da cidade de Tolmin (no vale superior do Isonzo) até o Mar Adriático. Os italianos atravessaram o rio em vários pontos em pontes temporárias, mas seu principal esforço aconteceu no Planalto de Banjšice, cujo objetivo era dividir as linhas austro-húngaras em duas, isolando as fortalezas deles nos montes Škabrijel e Hermada.
Após violentos e sangrentos combates, o 2º Corpo do exército italiano, liderado pelo General Capello, empurrou para trás as forças do Isonzo Armee do general Svetozar Boroević, conquistando Bainsizza e o Monte Santo. Outras posições também foram tomadas dos austriacos pelas tropas do Duque de Aosta.
Nesse meio tempo, as defesas austro-húngaras nos Montes Škabrijel e Hermada se mostraram intransponíveis e os italianos acabaram desistindo.
Perto do fim da batalha, os austro-húngaros estavam exaustos e já não tinham mais condições de resistir por muito mais tempo. Porém, os italianos também estavam em situação precária e não tinham mais tantos suprimentos disponíveis para lançar novas ofensivas imediatamente, embora se o fizessem agora provavelmente poderiam ter finalmente quebrado as linhas do inimigo em definitivo. Assim, a décima primeira batalha do rio Isonzo terminou, novamente, em um banho de sangue inconclusivo. Além disso, o fim da batalha viu o 2º Exército Italiano dividido ao meio em duas áreas ao longo do Isonzo, em uma posição fraca, que seria explorado pelas forças das Potências Centrais na batalha seguinte.